# Linda Vista, Tamazulápam del Espíritu Santo
Linda Vista är en ort i Mexiko.   Den ligger i kommunen Tamazulápam del Espíritu Santo och delstaten Oaxaca, i den sydöstra delen av landet, 400 km sydost om huvudstaden Mexico City. Linda Vista ligger 2 224 meter över havet och antalet invånare är 587.
Terrängen runt Linda Vista är bergig åt nordost, men åt sydväst är den kuperad. Runt Linda Vista är det glesbefolkat, med 10 invånare per kvadratkilometer. Närmaste större samhälle är Tamazulápam del Espíritu Santo, 8,3 km väster om Linda Vista. I omgivningarna runt Linda Vista växer i huvudsak städsegrön lövskog.